# Chrysichthys dendrophorus
Chrysichthys dendrophorus är en fiskart som först beskrevs av Poll, 1966.  Chrysichthys dendrophorus ingår i släktet Chrysichthys och familjen Claroteidae. IUCN kategoriserar arten globalt som sårbar. Inga underarter finns listade i Catalogue of Life.